# Imagerie 3D sous-marine
 (juin 2013).
Si vous disposez d'ouvrages ou d'articles de référence ou si vous connaissez des sites web de qualité traitant du thème abordé ici, merci de compléter l'article en donnant les références utiles à sa vérifiabilité et en les liant à la section « Notes et références ».
 (mars 2010).
 (juin 2013).
Le contenu est difficilement compréhensible vu les erreurs de traduction, qui sont peut-être dues à l'utilisation d'un logiciel de traduction automatique.
Une image sous-marine en 3 dimensions offre la possibilité de mieux appréhender la profondeur et les reliefs sous-marins. L'utilisation d'un système de détection acoustique (type sonar joue également un rôle important dans l’exploration sous-marine, la détection d’objets et la reconnaissance des fonds marins.

## Méthode principale d'imagerie 3D acoustique
L’imagerie acoustique peut être divisée en trois types :
- Sondeur bathymétrique
- Sonar
- Radar Doppler

## Modélisé par superquadrique

Les données de 3D imagerie sonar sont de distance. Ils sont épars, discrets et irréguliers, mais ils impliquent des propriétés de surface d’objets. Ces points seront divisés en plusieurs régions, chacune correspondant à une surface continue. On le modélise par superquadrique.
En mathématiques, les Superquadriques ou super-quadriques sont une famille de formes géométriques définies par des formules qui ressemblent à ceux d’ellipsoïdes et quadriques, sauf que les opérations de la quadrature sont remplacées par des puissances arbitraires. Ils peuvent être considérés comme les trois-dimensionnelles de la famille Lamé courbes (‘superellipses’).

{\displaystyle {\begin{aligned}\left(\left({\frac {x}{a_{1}}}\right)^{\frac {2}{\varepsilon _{2}}}+\left({\frac {y}{a_{2}}}\right)^{\frac {2}{\varepsilon _{2}}}\right)^{\frac {\varepsilon _{2}}{\varepsilon _{1}}}+\left({\frac {z}{a_{3}}}\right)^{\frac {2}{\varepsilon _{2}}}&{}=1\end{aligned}}}

C’est l’équation générale de superquadrique. {\displaystyle a_{1},a_{2},a_{3}} sont les paramètres de zoom sur x,y,z. {\displaystyle \varepsilon _{1},\varepsilon _{2}} sont les paramètres de déformation.
Si on considère la translation et la rotation, on obtient un équation plus générale :

{\displaystyle {\begin{aligned}F(x,y,z;\lambda )&{}=F(x,y,z;a_{1},a_{2},a_{3},\varepsilon _{1},\varepsilon _{2},\phi ,\theta ,p_{x},p_{y},p_{z})\end{aligned}}}

Le but de modélisation est de déterminer les paramètres de cette équation. On peut faire par moindre carrés, pour avoir un modèle à qui la surface est plus proche aux points. L’algorithme de Levenberg-Marquardt (L-M) peut être utilisé pour obtenir une solution numérique au problème de minimisation par récursif.

## Une réalisation par beamforming
Beamforming vient de filtre spatial. Il traite les signaux reçus par chaque élément dans le réseau de réception, pour former un faisceau de pointage à la direction qui a la plus grande puissance et diminuer l’interférence de l’autre sens.
{\displaystyle {\begin{aligned}s(\theta ,t)&{}=A\cdot Re[e^{-j\omega t}\sum _{n=0}^{N-1}e^{-jn\varphi }]\end{aligned}}}
C’est l’équation de réseaux de réception avec N éléments. On peut réaliser par FFT beamforming. On fait la transformée de Fourier discrète à S, afin d’extraire le spectre spatial qui représente la distribution d’énergie spatial.
Ensuite, on transforme les paramètres qu’on obtient par beamforming à les coordonnés spatial et modélise par superquadrique.